# Parafia św. Szczepana w Bądkowie Kościelnym
Parafia pw. Świętego Szczepana w Bądkowie Kościelnym – parafia należąca do dekanatu dobrzyńskiego nad Wisłą, diecezji płockiej, metropolii warszawskiej.
Została erygowana w 1190 roku.